# 若葉のころ (ビージーズの曲)
「若葉のころ」（わかばのころ、First of May）は、ビージーズがバリー・ギブのリード・ボーカルでレコーディングし、1969年のダブル・アルバム『オデッサ』に収録され、シングル盤としても発売された楽曲。

## 解説
「若葉のころ」のB面は、ロビン・ギブがリードを歌う「ランプライト (Lamplight)」だった。「若葉のころ」をA面に選んだのは、当時ビージーズのマネージャーだったロバート・スティッグウッド (Robert Stigwood) であった。ロビン・ギブがグループを離れたこともあり、このアルバムからシングル・カットされたのはこの曲だけとなった。
曲はキャッシュ・ボックスで1969年にチャート・インした。1971年には「若葉のころ」が『小さな恋のメロディ』（Melody）のサウンドトラックに収録された。この曲はロビン・ギブがビージーズを離れる原因のひとつとなった。ロビンは自分の曲「ランプライト」をアルバムからの最初のシングル盤にしたいと望んでいたが、バリーは「若葉のころ」の方がよいと考えていた。結局、バリーの判断が採用され、ロビンはバンドをやめた。しかし、ロビンは1年後には復帰している。
この曲はまず1968年8月16日にニューヨークでデモ・テープが録音された。同年遅く、ロンドンのIBCスタジオで、ビル・シェパード (Bill Shepherd) の編曲によるオーケストラが加えられ、この曲は大きく作り替えられた。バリー・ギブは、『Tales from the Brothers Gibb』において、この曲の原題（First of May：「5月1日」の意）は、愛犬バーナビー (Barnaby) の誕生日から思いついたと述べている。
最初のリリース以来、「若葉のころ」は何回かチャートを上昇することがあった。1971年に幼い少年少女の恋心を描いたイギリス映画『小さな恋のメロディ』のサウンドトラックに使われた。1996年には、日本のテレビドラマ『若葉のころ』のテーマ曲として使用された。2015年には、台湾映画『若葉のころ』で作品のモチーフとして劇中で使われた。この曲は日本ではCDで再発売され、そこそこの成功を何度も収め、総売上は10万枚以上に上っている。

## カバー・バージョン
この曲のカバー・バージョンには、マット・モンロー (Matt Monro)、ホセ・フェリシアーノ（1969年にRCAからリリースされた『Feliciano/10 To 23』に収録）、シラ・ブラック (Cilla Black)（1971年のアルバム『Images』）、トニー・ハドリー (Tony Hadley)（1998年のシングル盤）によるものがある。2005年にロビン・ギブは、イギリスのボーカル・グループG4との共演で「若葉のころ」を再録音し、このバージョンはG4のアルバム『G4 & Friends』に収録された。この曲は、イギリスのソプラノ歌手サラ・ブライトマンも公演でしばしば取り上げており、One Night in Eden、La Luna、Symphony といったツアーで歌われた。アイルランドのバラッド・グループ、ウルフ・トーンズ (The Wolfe Tones) も、アルバム『Let the People Sing』でこの曲を取り上げている。

## チャート
| チャート (1969年)                             | 最高位 |
| --------------------------------------------- | ------ |
| オランダ Dutch Top 40 シングル・チャート      | 2      |
| ドイツ Media Control シングル・チャート       | 3      |
| アイルランド・シングル・チャート              | 4      |
| 全英シングルチャート                          | 6      |
| オーストラリア ケント・ミュージック・レポート | 15     |
| アメリカ合衆国 キャッシュボックス             | 18     |
| アメリカ合衆国 ビルボードホット100            | 37     |
| 日本 オリコン・シングル・チャート             | 80     |

| チャート (1996年)                 | 最高位 |
| --------------------------------- | ------ |
| 日本 オリコン・シングル・チャート | 25     |